# Campeonato Sul-Americano de Atletismo de 2013 - Resultados
Esses foram os resultados do Campeonato Sul-Americano de Atletismo de 2013 que ocorreu de 5 a 7 de julho de 2013 no Parque de Atletismo Campo Elías Gutiérrez, em Cartagena, na Colômbia.

## Resultado masculino

### 100 metros
| Posição | Bateria | Atleta              | Nacionalidade | Tempo | Notas |
| ------- | ------- | ------------------- | ------------- | ----- | ----- |
| 1       | 2       | Jeremy Bascom       | Guiana        | 10.47 | Q     |
| 2       | 2       | Vladimir Valencia   | Colômbia      | 10.51 | Q     |
| 3       | 1       | Alex Quiñonez       | Equador       | 10.54 | Q     |
| 4       | 2       | Jermaine Chirinos   | Venezuela     | 10.58 | Q     |
| 5       | 2       | José Carlos Moreira | Brasil        | 10.62 | q     |
| 6       | 1       | Isidro Montoya      | Colômbia      | 10.64 | Q     |
| 7       | 1       | Bruno de Barros     | Brasil        | 10.67 | Q     |
| 8       | 1       | Ifrish Alberg       | Suriname      | 10.79 | q     |
| 9       | 2       | Andrés Rodríguez    | Panamá        | 10.88 |       |
| 10      | 2       | Alvaro Cassiani     | Venezuela     | 10.91 |       |
| 11      | 1       | Mateo Edward        | Panamá        | 10.92 |       |
| 12      | 1       | Andy Martínez       | Peru          | 10.98 |       |
| 13      | 2       | Franklin Nazareno   | Equador       | DNF   |       |
| 14      | 1       | Arthur Rojas        | Bolívia       | DSQ   |       |

| Posição           | Atleta              | Nacionalidade | Tempo | Notas |
| ----------------- | ------------------- | ------------- | ----- | ----- |
| Medalha de ouro   | Alex Quiñonez       | Equador       | 10.22 |       |
| Medalha de prata  | Bruno de Barros     | Brasil        | 10.33 |       |
| Medalha de bronze | Isidro Montoya      | Colômbia      | 10.38 |       |
| 4                 | José Carlos Moreira | Brasil        | 10.38 |       |
| 5                 | Jeremy Bascom       | Guiana        | 10.43 |       |
| 6                 | Vladimir Valencia   | Colômbia      | 10.44 |       |
| 7                 | Ifrish Alberg       | Suriname      | 10.57 |       |
| 8                 | Jermaine Chirinos   | Venezuela     | 10.63 |       |

### 200 metros
| Posição | Bateria | Atleta           | Nacionalidade | Tempo | Notas |
| ------- | ------- | ---------------- | ------------- | ----- | ----- |
| 1       | 1       | Alex Quiñónez    | Equador       | 20.84 | Q     |
| 2       | 1       | Arturo Ramirez   | Venezuela     | 21.10 | Q     |
| 3       | 1       | Daniel Grueso    | Colômbia      | 21.24 | Q     |
| 4       | 1       | Andrés Rodríguez | Panamá        | 21.41 | q     |
| 5       | 2       | Jorge Vides      | Brasil        | 21.48 | Q     |
| 6       | 2       | Alberth Bravo    | Venezuela     | 21.55 | Q     |
| 7       | 2       | Bernardo Baloyes | Colômbia      | 21.64 | Q     |
| 8       | 1       | Stephan James    | Guiana        | 21.68 | q     |
| 9       | 2       | Arthur Rojas     | Bolívia       | 22.08 |       |
| 10      | 2       | Jhon Valencia    | Equador       | 22.11 |       |
| 11      | 2       | Fredy Maidana    | Paraguai      | 22.29 |       |
| 12      | 2       | Andy Martínez    | Peru          | 22.37 |       |
| 13      | 1       | Bruno de Barros  | Brasil        | DNS   |       |
| 13      | 1       | Jeremy Bascom    | Guiana        | DNS   |       |
| 13      | 2       | Mateo Edward     | Panamá        | DNS   |       |

| Posição           | Atleta           | Nacionalidade | Tempo | Notas |
| ----------------- | ---------------- | ------------- | ----- | ----- |
| Medalha de ouro   | Alex Quiñónez    | Equador       | 20.44 | =     |
| Medalha de prata  | Bernardo Baloyes | Colômbia      | 20.71 |       |
| Medalha de bronze | Jorge Vides      | Brasil        | 20.71 |       |
| 4                 | Arturo Ramirez   | Venezuela     | 20.72 |       |
| 5                 | Alberth Bravo    | Venezuela     | 20.96 |       |
| 6                 | Daniel Grueso    | Colômbia      | 21.19 |       |
| 7                 | Stephan James    | Guiana        | 21.35 |       |
| 8                 | Andrés Rodríguez | Panamá        | 21.75 |       |

### 400 metros
| Posição | Bateria | Atleta            | Nacionalidade | Tempo | Notas |
| ------- | ------- | ----------------- | ------------- | ----- | ----- |
| 1       | 1       | Wagner Cardoso    | Brasil        | 46.29 | Q     |
| 2       | 1       | Freddy Mezones    | Venezuela     | 46.48 | Q     |
| 3       | 2       | Carlos Lemos      | Colômbia      | 46.67 | Q     |
| 4       | 1       | Stephan James     | Guiana        | 46.70 | Q     |
| 5       | 2       | José Meléndez     | Venezuela     | 46.73 | Q     |
| 6       | 1       | Jhon Perlaza      | Colômbia      | 47.27 | q     |
| 7       | 2       | Joel Lynch        | Panamá        | 47.53 | Q     |
| 8       | 2       | Jonathan da Silva | Brasil        | 47.76 | q     |
| 9       | 1       | Augusto Stanley   | Paraguai      | 48.10 |       |
| 10      | 1       | Paulo Herrera     | Peru          | 48.37 |       |
| 11      | 2       | Rodrigo Montoya   | Peru          | 50.12 |       |

| Posição           | Atleta            | Nacionalidade | Tempo | Notas |
| ----------------- | ----------------- | ------------- | ----- | ----- |
| Medalha de ouro   | José Meléndez     | Venezuela     | 46.31 |       |
| Medalha de prata  | Wagner Cardoso    | Brasil        | 46.38 |       |
| Medalha de bronze | Stephan James     | Guiana        | 46.47 |       |
| 4                 | Carlos Lemos      | Colômbia      | 46.78 |       |
| 5                 | Jhon Perlaza      | Colômbia      | 48.06 |       |
| 6                 | Joel Lynch        | Panamá        | 48.37 |       |
| 7                 | Jonathan da Silva | Brasil        | 49.93 |       |
| 8                 | Freddy Mezones    | Venezuela     | DSQ   |       |

### 800 metros
| Posição | Bateria | Atleta                  | Nacionalidade | Tempo   | Notas |
| ------- | ------- | ----------------------- | ------------- | ------- | ----- |
| 1       | 1       | Lutmar Paes             | Brasil        | 1:49.82 | Q     |
| 2       | 1       | Rafith Rodríguez        | Colômbia      | 1:50.48 | Q     |
| 3       | 1       | Franco Díaz             | Argentina     | 1:50.87 | Q     |
| 4       | 1       | Iván López              | Chile         | 1:51.27 | q     |
| 5       | 1       | Roiman Ramirez          | Venezuela     | 1:51.93 | q     |
| 6       | 2       | Diego Chargal Gomes     | Brasil        | 1:52.21 | Q     |
| 7       | 2       | Lucirio Antonio Garrido | Venezuela     | 1:52.07 | Q     |
| 8       | 2       | Jhon Sinisterra         | Colômbia      | 1:52.45 | Q     |
| 9       | 1       | Alexander Garay         | Peru          | 1:52.48 |       |
| 10      | 2       | David Washco            | Equador       | 1:53.08 |       |
| 11      | 2       | Eduardo Gregorio        | Uruguai       | 1:52.93 |       |
| 12      | 1       | Alex Cisneros           | Equador       | 1:55.21 |       |
| 13      | 2       | Edmundo Díaz            | Peru          | 1:56.73 |       |

| Posição           | Atleta                  | Nacionalidade | Tempo   | Notas |
| ----------------- | ----------------------- | ------------- | ------- | ----- |
| Medalha de ouro   | Rafith Rodríguez        | Colômbia      | 1:46.34 |       |
| Medalha de prata  | Diego Chargal Gomes     | Brasil        | 1:48.17 |       |
| Medalha de bronze | Lutmar Paes             | Brasil        | 1:48.50 |       |
| 4                 | Lucirio Antonio Garrido | Venezuela     | 1:48.83 |       |
| 5                 | Jhon Sinisterra         | Colômbia      | 1:49.16 |       |
| 6                 | Roiman Ramirez          | Venezuela     | 1:50.35 |       |
| 7                 | Franco Díaz             | Argentina     | 1:53.89 |       |
| 8                 | Iván López              | Chile         | DNS     |       |

### 1.500 metros
5 de julho 
| Posição           | Atleta              | Nacionalidade | Tempo   | Notas |
| ----------------- | ------------------- | ------------- | ------- | ----- |
| Medalha de ouro   | Jean Carlos Machado | Brasil        | 3:45.94 |       |
| Medalha de prata  | Federico Bruno      | Argentina     | 3:45.94 |       |
| Medalha de bronze | Iván López          | Chile         | 3:46.00 |       |
| 4                 | Alexis Peña         | Venezuela     | 3:46.46 |       |
| 5                 | Mauricio Valdivia   | Chile         | 3:46.49 |       |
| 6                 | Adriano Soares      | Brasil        | 3:47.40 |       |
| 7                 | José Peña           | Venezuela     | 3:47.63 |       |
| 8                 | David Washco        | Equador       | 3:49.17 |       |
| 9                 | Eduardo Gregorio    | Uruguai       | 3:51.40 |       |
| 10                | Fredy Espinosa      | Colômbia      | 3:55.23 |       |
| 11                | Alex Cisneros       | Equador       | 3:57.63 |       |
| 12                | Miguel Mallma       | Peru          | 3:59.26 |       |

### 5.000 metros
7 de julho
| Posição           | Atleta           | Nacionalidade | Tempo    | Notas |
| ----------------- | ---------------- | ------------- | -------- | ----- |
| Medalha de ouro   | Byron Piedra     | Equador       | 14:15.35 |       |
| Medalha de prata  | Víctor Aravena   | Chile         | 14:17.97 |       |
| Medalha de bronze | Javier Guarín    | Colômbia      | 14:19.82 |       |
| 4                 | Leslie Encina    | Chile         | 14:22.62 |       |
| 5                 | Javier Carriqueo | Argentina     | 14:28.00 |       |
| 6                 | Andres Camargo   | Colômbia      | 14:30.62 |       |
| 7                 | Rafael Novais    | Brasil        | 14:33.52 |       |
| 8                 | Miguel Barzola   | Argentina     | 14:34.85 |       |
| 9                 | Martín Cuestas   | Uruguai       | 14:44.62 |       |
| 10                | José Luis Rojas  | Peru          | 14:45.50 |       |
| 11                | Alexis Peña      | Venezuela     | 14:58.58 |       |
| 12                | Didimo Sánchez   | Venezuela     | 15:12.25 |       |
| 13                | Miguel Mallma    | Peru          | DNS      |       |

### 10.000 metros
5 de julho
| Posição           | Atleta                 | Nacionalidade | Tempo    | Notas |
| ----------------- | ---------------------- | ------------- | -------- | ----- |
| Medalha de ouro   | Solonei da Silva       | Brasil        | 29:51.79 |       |
| Medalha de prata  | José Luis Rojas        | Peru          | 30:13.10 |       |
| Medalha de bronze | William Naranjo        | Colômbia      | 30:19.29 |       |
| 4                 | Raúl Pacheco           | Peru          | 30:35.17 |       |
| 5                 | Miguel Barzola         | Argentina     | 30:51.27 |       |
| 6                 | Leslie Encina          | Chile         | 31:32.01 |       |
| 7                 | Didimo Sánchez         | Venezuela     | 32:01.80 |       |
| 8                 | Martín Cuestas         | Uruguai       | 32:26.63 |       |
| 9                 | Daniel Chaves da Silva | Brasil        | DNF      |       |
| 9                 | Javier Guarín          | Colômbia      | DNF      |       |
| 9                 | Alexis Peña            | Venezuela     | DNF      |       |

### 110 metros barreiras
5 de julho
Vento: +1.0 m/s
| Posição           | Atleta                  | Nacionalidade | Tempo | Notas            |
| ----------------- | ----------------------- | ------------- | ----- | ---------------- |
| Medalha de ouro   | Jorge McFarlane         | Peru          | 13.61 | Recorde nacional |
| Medalha de prata  | Matheus Facho Inocêncio | Brasil        | 13.67 |                  |
| Medalha de bronze | Jonathan Mendes         | Brasil        | 13.84 |                  |
| 4                 | Javier McFarlane        | Peru          | 13.85 |                  |
| 5                 | Agustín Carrera         | Argentina     | 13.98 |                  |
| 6                 | Yeison Rivas            | Colômbia      | 14.01 |                  |
| 7                 | Jhon Tamayo             | Equador       | 14.28 |                  |

### 400 metros barreiras
| Posição | Bateria | Atleta                    | Nacionalidade | Tempo | Notas |
| ------- | ------- | ------------------------- | ------------- | ----- | ----- |
| 1       | 1       | Mahau Suguimati           | Brasil        | 52.02 | Q     |
| 2       | 2       | Lucirio Francisco Garrido | Venezuela     | 52.14 | Q     |
| 3       | 2       | Artur Terezan             | Brasil        | 52.16 | Q     |
| 4       | 2       | Alejandro Chala           | Equador       | 52.17 | Q     |
| 5       | 2       | José Vicente Guzmán       | Colômbia      | 52.23 | q     |
| 6       | 1       | Andrés Silva              | Uruguai       | 52.34 | Q     |
| 7       | 1       | Víctor Solarte            | Venezuela     | 52.50 | Q     |
| 8       | 1       | Yeison Rivas              | Colômbia      | 52.60 | q     |
| 9       | 1       | Jhon Tamayo               | Equador       | 52.64 |       |

| Posição           | Atleta                    | Nacionalidade | Tempo | Notas |
| ----------------- | ------------------------- | ------------- | ----- | ----- |
| Medalha de ouro   | Mahau Suguimati           | Brasil        | 49.86 |       |
| Medalha de prata  | Andrés Silva              | Uruguai       | 50.52 |       |
| Medalha de bronze | Yeison Rivas              | Colômbia      | 51.01 |       |
| 4                 | Lucirio Francisco Garrido | Venezuela     | 51.47 |       |
| 5                 | Víctor Solarte            | Venezuela     | 51.62 |       |
| 6                 | Artur Terezan             | Brasil        | 52.30 |       |
| 7                 | José Vicente Guzmán       | Colômbia      | 52.83 |       |
| 8                 | Alejandro Chala           | Equador       | 53.10 |       |

### 3.000 metros com obstáculos
7 de julho 
| Posição           | Atleta              | Nacionalidade | Tempo   | Notas                 |
| ----------------- | ------------------- | ------------- | ------- | --------------------- |
| Medalha de ouro   | José Peña           | Venezuela     | 8:32.01 | Recorde do campeonato |
| Medalha de prata  | Mauricio Valdivia   | Chile         | 8:44.36 |                       |
| Medalha de bronze | Gládson Barbosa     | Brasil        | 8:45.10 |                       |
| 4                 | Gerald Giraldo      | Colômbia      | 8:45.14 |                       |
| 5                 | Luis Orta           | Venezuela     | 8:49.44 |                       |
| 6                 | Mauricio Franco     | Colômbia      | 8:49.70 |                       |
| 7                 | Jean Carlos Machado | Brasil        | 9:05.35 |                       |
| 8                 | Joaquin Arbe        | Argentina     | 9:16.05 |                       |
| 9                 | Jesús Manuel Yana   | Peru          | 9:22.07 |                       |
| 10                | Wilson Matute       | Equador       | 9:38.68 |                       |

### Revezamento 4x100 m
6 de julho
| Posição           | Nacionalidade | Atletas                                                              | Tempo | Notas |
| ----------------- | ------------- | -------------------------------------------------------------------- | ----- | ----- |
| Medalha de ouro   | Brasil        | José Carlos Moreira, Jorge Vides, Jefferson Lucindo, Rebert Firmiano | 39.47 |       |
| Medalha de prata  | Colômbia      | Isidro Montoya, Vladimir Valencia, Daniel Grueso, Yeison Rivas       | 39.76 |       |
| Medalha de bronze | Venezuela     | Jermaine Chirinos, Álvaro Cassiani, Albert Bravo, Alberto Aguilar    | 39.76 |       |
| 4                 | Equador       | Alex Quiñónez, Luis Morán, Jhon Valencia, Jhon Tamayo                | 40.11 |       |

### Revezamento 4x400 m
7 de julho
| Posição           | Nacionalidade | Atletas                                                                | Tempo   | Notas |
| ----------------- | ------------- | ---------------------------------------------------------------------- | ------- | ----- |
| Medalha de ouro   | Venezuela     | Arturo Ramírez, Alberto Aguilar, José Meléndez, Freddy Mezones         | 3:03.64 |       |
| Medalha de prata  | Colômbia      | Jhon Perlaza, Carlos Lemos, Rafith Rodríguez, Yeison Rivas             | 3:06.25 |       |
| Medalha de bronze | Brasil        | Wagner Cardoso, Jonathan da Silva, Hederson Estefani, Willian Carvalho | 3:08.60 |       |
| 4                 | Equador       | Jhon Valencia, Alejandro Chala, Alex Quiñónez, Jhon Tamayo             | 3:15.61 |       |

### 20 km marcha atlética
7 de julho 
| Posição           | Atleta            | Nacionalidade | Tempo      | Notas |
| ----------------- | ----------------- | ------------- | ---------- | ----- |
| Medalha de ouro   | Caio Bonfim       | Brasil        | 1:24:28.40 |       |
| Medalha de prata  | Eider Arévalo     | Colômbia      | 1:24:36.40 |       |
| Medalha de bronze | Andrés Chocho     | Equador       | 1:26:20.18 |       |
| 4                 | Jorge Stiven Díaz | Colômbia      | 1:27:59.42 |       |
| 5                 | Juan Manuel Cano  | Argentina     | 1:30:16.98 |       |
| 6                 | Rolando Saquipay  | Equador       | 1:30:29.23 |       |
| 7                 | Ronald Quispe     | Bolívia       | 1:30:56.73 |       |
| 8                 | Pavel Chihuan     | Peru          | DNF        |       |
| 9                 | Mário dos Santos  | Brasil        | DSQ        |       |

### Salto em altura
```
6 de julho
[
4
]
```

| Posição           | Atleta          | Nacionalidade | 1.95 | 2.00 | 2.05 | 2.10 | 2.13 | 2.16 | 2.19 | 2.22 | 2.25 | 2.28 | Resultado | Notas |
| ----------------- | --------------- | ------------- | ---- | ---- | ---- | ---- | ---- | ---- | ---- | ---- | ---- | ---- | --------- | ----- |
| Medalha de ouro   | Talles Silva    | Brasil        | –    | –    | –    | o    | –    | xxo  | xo   | o    | xx–  | x    | 2.22      |       |
| Medalha de prata  | Wanner Miller   | Colômbia      | –    | –    | –    | o    | –    | o    | o    | xxx  |      |      | 2.19      |       |
| Medalha de bronze | Guilherme Cobbo | Brasil        | –    | –    | –    | –    | –    | –    | o    | xxx  |      |      | 2.19      |       |
| 4                 | Eure Yánez      | Venezuela     | –    | –    | –    | xo   | –    | xo   | o    | xxx  |      |      | 2.19      |       |
| 5                 | Carlos Layoy    | Argentina     | o    | –    | –    | –    | –    | xo   | xxo  | xxx  |      |      | 2.19      |       |
| 6                 | Diego Ferrín    | Equador       | –    | –    | –    | o    | –    | xxo  | xxx  |      |      |      | 2.16      |       |
| 7                 | Arturo Chávez   | Peru          | –    | –    | –    | xo   | xxx  |      |      |      |      |      | 2.10      |       |
| 8                 | Henry Edmon     | Panamá        | –    | o    | o    | xxx  |      |      |      |      |      |      | 2.05      |       |
| 9                 | Daniel Cortez   | Colômbia      | o    | o    | xxo  | xxx  |      |      |      |      |      |      | 2.05      |       |
| 10                | Rios Williams   | Panamá        | o    | o    | xxx  |      |      |      |      |      |      |      | 2.00      |       |

### Salto com vara
5 de julho
| Posição           | Atleta               | Nacionalidade | 4.70 | 4.80 | 4.90 | 5.00 | 5.10 | 5.20 | 5.30 | 5.40 | 5.50 | 5.65 | 5.70 | 5.83 | Resultado | Notas |
| ----------------- | -------------------- | ------------- | ---- | ---- | ---- | ---- | ---- | ---- | ---- | ---- | ---- | ---- | ---- | ---- | --------- | ----- |
| Medalha de ouro   | Thiago Braz da Silva | Brasil        | –    | –    | –    | –    | –    | o    | o    | o    | o    | xo   | xo   | xxo  | 5.83      | ,     |
| Medalha de prata  | Germán Chiaraviglio  | Argentina     | –    | –    | –    | –    | –    | o    | –    | o    | xxx  |      |      |      | 5.40      |       |
| Medalha de bronze | João Gabriel Sousa   | Brasil        | –    | –    | –    | –    | –    | –    | xxo  | o    | xxx  |      |      |      | 5.40      |       |
| 4                 | Rubén Benítez        | Argentina     | –    | o    | –    | xxo  | xo   | o    | xxx  |      |      |      |      |      | 5.20      |       |
| 5                 | César Lucumí         | Colômbia      | –    | xxo  | xxo  | xxx  |      |      |      |      |      |      |      |      | 4.90      |       |
| 6                 | Felipe Fuentes       | Chile         | –    | xxx  |      |      |      |      |      |      |      |      |      |      | NM        |       |
| 6                 | Walter Viáfara       | Colômbia      | xx–  | x    |      |      |      |      |      |      |      |      |      |      | NM        |       |

### Salto em comprimento
6 de julho
| Posição           | Atleta                  | Nacionalidade | #1    | #2    | #3   | #4   | #5   | #6   | Resultado | Notas                 |
| ----------------- | ----------------------- | ------------- | ----- | ----- | ---- | ---- | ---- | ---- | --------- | --------------------- |
| Medalha de ouro   | Mauro Vinícius da Silva | Brasil        | x     | 7.97  | 8.13 | 8.02 | 8.24 | 8.01 | 8.24      | Recorde do campeonato |
| Medalha de prata  | Jorge McFarlane         | Peru          | 8.01w | 7.93  | x    | -    | x    | x    | 8.01w     |                       |
| Medalha de bronze | Irving Saladino         | Panamá        | 7.64  | x     | 7.08 | 7.94 | 7.68 | x    | 7.94      |                       |
| 4                 | Tiago da Silva          | Brasil        | 7.91  | x     | x    | x    | 2.63 | x    | 7.91      |                       |
| 5                 | Edwin Murillo           | Colômbia      | 7.48  | 7.66  | 7.86 | 6.91 | 7.36 | x    | 7.86      |                       |
| 6                 | Jhamal Bowen            | Panamá        | 7.42  | x     | x    | x    | 7.54 | 7.53 | 7.54      |                       |
| 7                 | Jhon Murillo            | Colômbia      | x     | 7.46w | x    | –    | –    | –    | 7.46w     |                       |
| 8                 | Javier McFarlane        | Peru          | 7.26  | –     | 7.33 | 7.34 | –    | –    | 7.34      |                       |
| 9                 | Emiliano Lasa           | Uruguai       | x     | x     | 7.21 |      |      |      | 7.21      |                       |
| 10                | Georni Jaramillo        | Venezuela     | x     | x     | 6.82 |      |      |      | 6.82      |                       |

### Salto triplo
7 de julho
| Posição           | Atleta                  | Nacionalidade | #1    | #2    | #3     | #4     | #5     | #6    | Resultado | Notas |
| ----------------- | ----------------------- | ------------- | ----- | ----- | ------ | ------ | ------ | ----- | --------- | ----- |
| Medalha de ouro   | Jefferson Sabino        | Brasil        | 16.23 | x     | x      | -      | 16.27  | 16.73 | 16.73     |       |
| Medalha de prata  | Jhon Murillo            | Colômbia      | x     | x     | ?      | 16.11  | 16.36w | x     | 16.36w    |       |
| Medalha de bronze | Jonathan Henrique Silva | Brasil        | x     | x     | 16.16w | 15.99  | 16.35  | 16.02 | 16.35     |       |
| 4                 | Ángel Delgado           | Venezuela     | x     | 15.91 | x      | 15.99  | x      | 16.17 | 16.17     |       |
| 5                 | Divie Murillo           | Colômbia      | 15.4  | 16.01 | 15.61  | 15.84w | x      | 15.86 | 16.01     |       |
| 6                 | Peter Camacho           | Venezuela     | 15.39 | 15.75 | x      | 15.47  | 15.84w | 15.07 | 15.84w    |       |
| 7                 | Maximiliano Díaz        | Argentina     | 14.97 | x     | 14.98  | x      | –      | –     | 14.98     |       |

### Arremesso de peso
7 de julho
| Posição           | Atleta              | Nacionalidade | #1    | #2    | #3    | #4    | #5    | #6    | Resultado | Notas                 |
| ----------------- | ------------------- | ------------- | ----- | ----- | ----- | ----- | ----- | ----- | --------- | --------------------- |
| Medalha de ouro   | Germán Lauro        | Argentina     | 20.38 | 20.33 | 20.87 | x     | 20.38 | x     | 20.87     | Recorde do campeonato |
| Medalha de prata  | Darlan Romani       | Brasil        | x     | x     | x     | 19.30 | x     | 19.64 | 19.64     |                       |
| Medalha de bronze | Michael Putman      | Peru          | 17.87 | x     | x     | x     | 18.11 | 18.73 | 18.73     |                       |
| 4                 | Edder Moreno        | Colômbia      | 18.48 | x     | 17.90 | 17.50 | x     | 18.27 | 18.48     |                       |
| 5                 | Maximiliano Alonso  | Chile         | 17.20 | x     | 17.29 | 17.27 | x     | 17.13 | 17.29     |                       |
| 6                 | Aldo González       | Bolívia       | 16.65 | 17.10 | 16.49 | 17.22 | 17.22 | 17.05 | 17.22     |                       |
| 7                 | Levin Moreno        | Colômbia      | 14.87 | 15.01 | 14.88 | x     | 15.37 | 15.88 | 15.88     |                       |
| 8                 | Juan Caicedo        | Equador       | 15.50 | 15.39 | x     | 15.48 | 15.88 | x     | 15.88     |                       |
| 9                 | Gustavo de Mendonça | Brasil        |       |       |       |       |       |       | DNS       |                       |

### Lançamento de disco
5 de julho
| Posição           | Atleta             | Nacionalidade | #1    | #2    | #3    | #4    | #5    | #6    | Resultado | Notas |
| ----------------- | ------------------ | ------------- | ----- | ----- | ----- | ----- | ----- | ----- | --------- | ----- |
| Medalha de ouro   | Germán Lauro       | Argentina     | 55.32 | x     | 57.35 | 55.94 | 55.23 | 60.45 | 60.45     |       |
| Medalha de prata  | Andrés Rossini     | Argentina     | 56.0  | 56.20 | 57.16 | 57.77 | 57.48 | 57.09 | 57.77     |       |
| Medalha de bronze | Mauricio Ortega    | Colômbia      | 55.26 | 55.11 | 57.76 | 56.65 | 57.04 | 57.30 | 57.76     | NJR   |
| 4                 | Maximiliano Alonso | Chile         | x     | 52.12 | 55.61 | x     | x     | 51.55 | 55.61     |       |
| 5                 | Felipe Lorenzon    | Brasil        | 53.04 | 52.64 | 53.29 | 54.91 | x     | 53.65 | 54.91     |       |
| 6                 | Jesús Parejo       | Venezuela     | x     | 52.49 | x     | 53.53 | 52.04 | 52.91 | 53.53     |       |
| 7                 | Michael Putman     | Peru          | x     | x     | 51.96 | 53.21 | x     | x     | 53.21     |       |
| 8                 | Juan Caicedo       | Equador       | 51.96 | x     | x     | x     | x     | x     | 51.96     |       |
| 9                 | Carlos Valle       | Brasil        | 44.64 | 50.29 | 51.96 |       |       |       | 51.96     |       |
| 10                | Levin Moreno       | Colômbia      | x     | 47.52 | 47.87 |       |       |       | 47.87     |       |
| 11                | Rodolfo Casanova   | Uruguai       | x     | 46.43 | x     |       |       |       | 46.43     |       |

### Lançamento de martelo
6 de julho
| Posição           | Atleta             | Nacionalidade | #1    | #2    | #3    | #4    | #5    | #6    | Resultado | Notas |
| ----------------- | ------------------ | ------------- | ----- | ----- | ----- | ----- | ----- | ----- | --------- | ----- |
| Medalha de ouro   | Wagner Domingos    | Brasil        | x     | 67.97 | 69.60 | 69.47 | 70.71 | 71.36 | 71.36     |       |
| Medalha de prata  | Juan Ignacio Cerra | Argentina     | 67.78 | 68.08 | x     | 66.24 | x     | 69.33 | 69.33     |       |
| Medalha de bronze | Allan Wolski       | Brasil        | 66.25 | 65.97 | 62.99 | 65.84 | 65.10 | x     | 66.25     |       |
| 4                 | Fabián di Paolo    | Argentina     | 62.62 | x     | x     | x     | 62.40 | x     | 62.62     |       |
| 5                 | Fabián Serna       | Colômbia      | x     | 57.23 | 58.44 | x     | x     | 60.70 | 60.70     |       |
| 6                 | Guillermo Braulio  | Equador       | 56.76 | x     | 58.22 | 57.67 | x     | x     | 58.22     |       |

### Lançamento de dardo
7 de julho
| Posição           | Atleta                  | Nacionalidade | #1    | #2    | #3    | #4    | #5    | #6    | Resultado | Notas |
| ----------------- | ----------------------- | ------------- | ----- | ----- | ----- | ----- | ----- | ----- | --------- | ----- |
| Medalha de ouro   | Víctor Fatecha          | Paraguai      | 72.21 | 75.51 | x     | 76.14 | x     | x     | 76.14     |       |
| Medalha de prata  | Arley Ibargüen          | Colômbia      | 72.43 | 75.28 | 74.11 | 73.20 | 73.09 | 76.13 | 76.13     |       |
| Medalha de bronze | Braian Toledo           | Argentina     | 73.59 | 75.33 | 74.53 | 72.61 | 74.49 | x     | 75.33     |       |
| 4                 | Júlio César de Oliveira | Brasil        | 69.21 | x     | x     | 74.05 | 75.20 | 70.68 | 75.20     |       |
| 5                 | Paulo Enrique da Silva  | Brasil        | 69.33 | 66.90 | 70.46 | 71.61 | x     | 70.25 | 71.61     |       |
| 6                 | Noraldo Palacios        | Colômbia      | x     | 67.41 | 71.26 | x     | 66.95 | 69.14 | 71.26     |       |
| 7                 | Edgar Jara              | Paraguai      | 71.25 | 70.98 | x     | 69.89 | 69.02 | 70.87 | 71.25     |       |
| 8                 | Leslain Baird           | Guiana        | x     | 64.94 | x     | x     | 59.39 | x     | 64.94     |       |
| 9                 | José Escobar            | Equador       | 59.83 | x     | 60.78 |       |       |       | 60.78     |       |

### Decatlo
| Pos.              | Atleta               | Nacionalidade | 100 m | SD   | AP    | SA   | 400 m | 110 m C/B | AD    | SV   | LD    | 1500 m  | PG   | Notas |
| ----------------- | -------------------- | ------------- | ----- | ---- | ----- | ---- | ----- | --------- | ----- | ---- | ----- | ------- | ---- | ----- |
| Medalha de ouro   | Román Gastaldi       | Argentina     | 11.36 | 7.15 | 12.82 | 1.92 | 50.63 | 15.70     | 41.78 | 4.20 | 59.10 | 4:52.57 | 7273 |       |
| Medalha de prata  | Renato Átila         | Brasil        | 11.74 | 6.88 | 14.12 | 1.95 | 51.95 | 15.15     | 44.46 | 4.60 | 45.87 | 4:59.77 | 7175 |       |
| Medalha de bronze | Óscar Campos         | Venezuela     | 11.38 | 6.73 | 12.17 | 1.77 | 50.67 | 15.66     | 38.43 | 4.20 | 57.11 | 4:37.39 | 7026 |       |
| 4                 | José Gregorio Lemus  | Colômbia      | 11.73 | 6.55 | 14.73 | 1.83 | 53.22 | 15.90     | 44.88 | 3.50 | 69.46 | 4:58.28 | 6953 |       |
| 5                 | Fernando Korniejczuk | Argentina     | 11.70 | 6.54 | 13.26 | 1.86 | 52.95 | 15.40     | 37.92 | 4.30 | 53.85 | 5:01.21 | 6789 |       |
| 6                 | Ricardo Herrada      | Venezuela     | 11.63 | 6.82 | 12.17 | 1.83 | 50.37 | 15.33     | 36.56 | 4.20 | 54.25 | DNF     | 6315 |       |
| 7                 | Oscar Mina           | Equador       | 11.55 | 6.23 | 11.78 | 1.83 | 56.8  | DNF       | 34.84 | NM   | 41.56 | DNS     | DNF  |       |
| 8                 | Luis Alberto Araújo  | Brasil        | 11.13 | 7.16 | 14.49 | 1.89 | 49.31 | 14.87     | NM    | NM   | DNS   | –       | DNF  |       |
| 9                 | Alcides Córdoba      | Colômbia      | 11.80 | 6.62 | 10.39 | 1.80 | DNF   | DNS       | –     | –    | –     | –       | DNF  |       |

## Resultado feminino

### 100 metros
| Posição | Bateria | Atleta             | Nacionalidade | Tempo | Notas |
| ------- | ------- | ------------------ | ------------- | ----- | ----- |
| 1       | 2       | Ana Claudia Lemos  | Brasil        | 11.45 | Q     |
| 2       | 1       | Franciela Krasucki | Brasil        | 11.46 | Q     |
| 3       | 1       | Alejandra Idrobo   | Colômbia      | 11.77 | Q     |
| 4       | 2       | Eliecith Palacios  | Colômbia      | 11.78 | Q     |
| 5       | 1       | Erika Chávez       | Equador       | 11.79 | Q     |
| 6       | 1       | Victoria Woodward  | Argentina     | 11.93 | q     |
| 7       | 2       | Celene Cevallos    | Equador       | 12.15 | Q     |
| 8       | 2       | Lexabeth Hidalgo   | Venezuela     | 12.42 | q     |
| 9       | 1       | Paola Mautino      | Peru          | 12.47 |       |
| 10      | 2       | Ruth Hunt          | Panamá        | 12.74 |       |
| 11      | 1       | Isidora Jiménez    | Chile         | DNS   |       |

| Posição           | Atleta             | Nacionalidade | Tempo | Notas |
| ----------------- | ------------------ | ------------- | ----- | ----- |
| Medalha de ouro   | Ana Claudia Lemos  | Brasil        | 11.21 |       |
| Medalha de prata  | Franciela Krasucki | Brasil        | 11.27 |       |
| Medalha de bronze | Eliecith Palacios  | Colômbia      | 11.56 |       |
| 4                 | Erika Chávez       | Equador       | 11.64 |       |
| 5                 | Alejandra Idrobo   | Colômbia      | 11.64 |       |
| 6                 | Victoria Woodward  | Argentina     | 11.87 |       |
| 7                 | Celene Cevallos    | Equador       | 11.95 |       |
| 8                 | Lexabeth Hidalgo   | Venezuela     | 12.06 |       |

### 200 metros
| Posição | Bateria | Atleta            | Nacionalidade | Tempo | Notas |
| ------- | ------- | ----------------- | ------------- | ----- | ----- |
| 1       | 1       | Nercely Soto      | Venezuela     | 23.59 | Q     |
| 2       | 2       | Ana Cláudia Lemos | Brasil        | 23.69 | Q     |
| 3       | 1       | Erika Chávez      | Equador       | 23.72 | Q     |
| 4       | 2       | Isidora Jiménez   | Chile         | 23.93 | Q     |
| 5       | 1       | Rosângela Santos  | Brasil        | 24.14 | Q     |
| 6       | 1       | Merlin Palacios   | Colômbia      | 24.21 | q     |
| 7       | 1       | Fernanda Mackenna | Chile         | 24.25 | q     |
| 8       | 2       | Carmen Vergara    | Colômbia      | 24.34 | Q     |
| 9       | 2       | Ruth Hunt         | Panamá        | 24.78 |       |
| 10      | 1       | Victoria Woodward | Argentina     | 24.93 |       |
| 11      | 2       | Lady Barona       | Equador       | 25.00 |       |
| 12      | 2       | Paola Mautino     | Peru          | 25.51 |       |

| Posição           | Atleta            | Nacionalidade | Tempo | Notas |
| ----------------- | ----------------- | ------------- | ----- | ----- |
| Medalha de ouro   | Ana Cláudia Lemos | Brasil        | 22.70 |       |
| Medalha de prata  | Nercely Soto      | Venezuela     | 23.05 |       |
| Medalha de bronze | Erika Chávez      | Equador       | 23.10 |       |
| 4                 | Isidora Jiménez   | Chile         | 23.34 |       |
| 5                 | Merlin Palacios   | Colômbia      | 23.65 |       |
| 6                 | Carmen Vergara    | Colômbia      | 23.83 |       |
| 7                 | Fernanda Mackenna | Chile         | 23.91 |       |
| 8                 | Rosângela Santos  | Brasil        | DNS   |       |

### 400 metros
5 de julho
| Posição           | Atleta           | Nacionalidade | Tempo | Notas |
| ----------------- | ---------------- | ------------- | ----- | ----- |
| Medalha de ouro   | Joelma Sousa     | Brasil        | 52.25 |       |
| Medalha de prata  | Nercely Soto     | Venezuela     | 53.96 |       |
| Medalha de bronze | Jennifer Padilla | Colômbia      | 54.28 |       |
| 4                 | Celene Cevallos  | Equador       | 55.63 |       |
| 5                 | Cristiane Silva  | Brasil        | 55.97 |       |
| 6                 | Maitte Torres    | Peru          | 56.25 |       |
| 7                 | Rosa Escobar     | Colômbia      | 56.85 |       |
| 8                 | Emileth Pirela   | Venezuela     | 56.89 |       |

### 800 metros
7 de julho
| Posição           | Atleta                | Nacionalidade | Tempo   | Notas            |
| ----------------- | --------------------- | ------------- | ------- | ---------------- |
| Medalha de ouro   | Rosibel García        | Colômbia      | 2:02.45 |                  |
| Medalha de prata  | Flávia de Lima        | Brasil        | 2:02.94 |                  |
| Medalha de bronze | Andrea Ferris         | Panamá        | 2:03.57 |                  |
| 4                 | Christiane dos Santos | Brasil        | 2:06.61 |                  |
| 5                 | Mariana Borelli       | Argentina     | 2:08.96 |                  |
| 6                 | María Caballero       | Paraguai      | 2:09.67 | Recorde nacional |
| 7                 | Yadira Méndez         | Equador       | 2:10.91 |                  |
| 8                 | Rosa Escobar          | Colômbia      | 2:11.48 |                  |
| 9                 | Andrea Calderón       | Equador       | 2:12.72 |                  |
| 10                | María Osorio          | Venezuela     | 2:13.36 |                  |
| 11                | Eliona Delgado        | Peru          | 2:14.12 |                  |

### 1.500 metros
5 de julho
| Posição           | Atleta                | Nacionalidade | Tempo   | Notas                 |
| ----------------- | --------------------- | ------------- | ------- | --------------------- |
| Medalha de ouro   | Rosibel García        | Colômbia      | 4:15.84 | Recorde do campeonato |
| Medalha de prata  | Muriel Coneo          | Colômbia      | 4:15.84 | Recorde do campeonato |
| Medalha de bronze | Andrea Ferris         | Panamá        | 4:16.34 |                       |
| 4                 | Tatiana Araújo        | Brasil        | 4:21.41 |                       |
| 5                 | Belén Casetta         | Argentina     | 4:21.94 |                       |
| 6                 | María Caballero       | Paraguai      | 4:22.35 |                       |
| 7                 | Eliona Delgado        | Peru          | 4:22.55 |                       |
| 8                 | Christiane dos Santos | Brasil        | 4:23.86 |                       |
| 9                 | Wilma Arizapana       | Peru          | 4:30.90 |                       |
| 10                | María Osorio          | Venezuela     | 4:33.43 |                       |
| 11                | Mariana Borelli       | Argentina     | 4:38.30 |                       |

### 5.000 metros
7 de julho
| Posição           | Atleta                      | Nacionalidade | Tempo    | Notas |
| ----------------- | --------------------------- | ------------- | -------- | ----- |
| Medalha de ouro   | Carolina Tabares            | Colômbia      | 16:09.82 |       |
| Medalha de prata  | Gladys Tejeda               | Peru          | 16:19.39 |       |
| Medalha de bronze | Wilma Arizapana             | Peru          | 16:22.82 |       |
| 4                 | Tatiele Roberta de Carvalho | Brasil        | 16:34.59 |       |
| 5                 | Diana Suarez                | Colômbia      | 16:47.40 |       |
| 6                 | Diana Landi                 | Equador       | 17:18.95 |       |
| 7                 | Adriana Aparecida da Silva  | Brasil        | DNS      |       |

### 10.000 metros
6 de julho
| Posição           | Atleta                     | Nacionalidade | Tempo    | Notas |
| ----------------- | -------------------------- | ------------- | -------- | ----- |
| Medalha de ouro   | Cruz da Silva              | Brasil        | 34:44.14 |       |
| Medalha de prata  | Carolina Tabares           | Colômbia      | 34:47.59 |       |
| Medalha de bronze | Diana Landi                | Equador       | 35:12.53 |       |
| 4                 | Rocío Cantara              | Peru          | 35:19.71 |       |
| 5                 | Adriana Aparecida da Silva | Brasil        | 35:49.80 |       |
| 6                 | Leidy Tobon                | Colômbia      | 35:58.57 |       |
| 7                 | Nicolasa Condori           | Peru          | 36:20.59 |       |
| 8                 | Nadia Rodríguez            | Argentina     | DNF      |       |

### 100 metros barreiras
5 de julho
Vento: +2.0 m/s
| Posição           | Atleta                 | Nacionalidade | Tempo | Notas |
| ----------------- | ---------------------- | ------------- | ----- | ----- |
| Medalha de ouro   | Lina Florez            | Colômbia      | 13.09 |       |
| Medalha de prata  | Brigitte Merlano       | Colômbia      | 13.20 |       |
| Medalha de bronze | Fabiana Morães         | Brasil        | 13.21 |       |
| 4                 | Giselle de Albuquerque | Brasil        | 13.90 |       |
| 5                 | Génesis Romero         | Venezuela     | 14.17 |       |
| 6                 | Nelsibeth Villalobos   | Venezuela     | 14.19 |       |
| 7                 | Diana Bazalar          | Peru          | 14.31 |       |
| 8                 | Yuliana Angulo         | Equador       | DNS   |       |

### 400 metros barreiras
6 de julho
| Posição           | Atleta              | Nacionalidade | Tempo   | Notas |
| ----------------- | ------------------- | ------------- | ------- | ----- |
| Medalha de ouro   | Liliane Fernandes   | Brasil        | 58.03   |       |
| Medalha de prata  | Déborah Rodríguez   | Uruguai       | 58.06   |       |
| Medalha de bronze | Fernanda Tavares    | Brasil        | 58.83   |       |
| 4                 | Yadira Moreno       | Colômbia      | 59.26   |       |
| 5                 | Princesa Oliveros   | Colômbia      | 59.44   |       |
| 6                 | Estefani Balladares | Venezuela     | 1:01.14 |       |
| 7                 | Kaila Smith         | Panamá        | 1:02.28 |       |
| 8                 | Maitte Torres       | Peru          | DNF     |       |

### 3.000 metros com obstáculos
7 de julho
| Posição           | Atleta          | Nacionalidade | Tempo    | Notas |
| ----------------- | --------------- | ------------- | -------- | ----- |
| Medalha de ouro   | Erika Lima      | Brasil        | 9:54.97  |       |
| Medalha de prata  | Rolanda Bell    | Panamá        | 10:04.01 |       |
| Medalha de bronze | Muriel Coneo    | Colômbia      | 10:09.91 |       |
| 4                 | Zulema Arenas   | Peru          | 10:12.72 | , NJR |
| 5                 | Cynthia Paucar  | Peru          | 10:35.70 |       |
| 6                 | Belén Casetta   | Argentina     | 10:51.85 |       |
| 7                 | Sabine Heitling | Brasil        | DNS      |       |

### Revezamento 4x100 m
6 de julho
| Posição           | Nacionalidade | Atletas                                                                  | Tempo | Notas |
| ----------------- | ------------- | ------------------------------------------------------------------------ | ----- | ----- |
| Medalha de ouro   | Brasil        | Ana Cláudia Lemos, Franciela Krasucki, Jailma de Lima, Evelyn dos Santos | 43.37 |       |
| Medalha de prata  | Colômbia      | Eliecith Palacios, Alejandra Idrobo, Lina Flórez, Yomara Hinestroza      | 44.01 |       |
| Medalha de bronze | Venezuela     | Lexabeth Hidalgo, Nercely Soto, Génesis Romero, Nelsibeth Villalobos     | 45.44 |       |
| 4                 | Chile         | Isidora Jiménez, Fernanda Mackenna, Viviana Olivares, Paula Goñi         | 45.53 |       |
| 5                 | Equador       | Erika Chávez, Celene Cevallos, Yuliana Angulo, Lady Barona               | 45.93 |       |
| 6                 | Panamá        | Ruth Hunt, Kaila Smith, Kashany Rios, Jennifer Clayton                   | 46.98 |       |

### Revezamento 4x400 m
7 de julho
| Posição           | Nacionalidade | Atletas                                                                 | Tempo   | Notas |
| ----------------- | ------------- | ----------------------------------------------------------------------- | ------- | ----- |
| Medalha de ouro   | Brasil        | Joelma Sousa, Evelyn dos Santos, Liliane Fernandes, Jailma de Lima      | 3:35.37 |       |
| Medalha de prata  | Colômbia      | Jennifer Padilla, Lina Flórez, Rosibel García, Yaneth Largacha          | 3:36.29 |       |
| Medalha de bronze | Equador       | Erika Chávez, Celene Cevallos, Yadira Méndez, Nicol Minota              | 3:43.01 |       |
| 4                 | Venezuela     | Nercely Soto, Emileth Pirela, Nelsibeth Villalobos, Estefani Balladares | 3:46.25 |       |

### 20 km marcha atlética
6 de julho
| Posição           | Atleta           | Nacionalidade | Tempo      | Notas |
| ----------------- | ---------------- | ------------- | ---------- | ----- |
| Medalha de ouro   | Lorena Arenas    | Colômbia      | 1:37:46.17 |       |
| Medalha de prata  | Arabelly Orjuela | Colômbia      | 1:38:59.78 |       |
| Medalha de bronze | Wendy Cornejo    | Bolívia       | 1:39:43.89 |       |
| 4                 | Ángela Castro    | Bolívia       | 1:42:22.15 |       |
| 5                 | Elianay da Silva | Brasil        | 1:44:53.84 |       |
| 6                 | Magaly Bonilla   | Equador       | 1:46:02.55 |       |
| 7                 | Gabriela García  | Peru          | DSQ        |       |
| 7                 | Erika de Sena    | Brasil        | DSQ        |       |

### Salto em altura
7 de julho
| Posição           | Atleta                | Nacionalidade | 1.60 | 1.65 | 1.70 | 1.73 | 1.76 | 1.79 | 1.83 | Resultado | Notas |
| ----------------- | --------------------- | ------------- | ---- | ---- | ---- | ---- | ---- | ---- | ---- | --------- | ----- |
| Medalha de ouro   | Mônica de Freitas     | Brasil        | –    | –    | o    | o    | o    | xxo  | xxx  | 1.79      |       |
| Medalha de prata  | Anyi García           | Colômbia      | o    | o    | xo   | o    | o    | xxx  |      | 1.76      |       |
| Medalha de bronze | Kashany Ríos          | Panamá        | –    | o    | o    | o    | xxx  |      |      | 1.73      |       |
| Medalha de bronze | Aline Fernanda Santos | Brasil        | –    | –    | o    | o    | xxx  |      |      | 1.73      |       |
| 5                 | Yulimar Rojas         | Venezuela     | –    | –    | o    | xxo  | xxx  |      |      | 1.73      |       |
| 6                 | Gabriela Saravia      | Peru          | o    | o    | o    | xxx  |      |      |      | 1.70      |       |
| 7                 | Nulfa Palacios        | Colômbia      | o    | xo   | xxx  |      |      |      |      | 1.65      |       |

### Salto com vara
6 de julho
| Posição           | Atleta               | Nacionalidade | 3.30 | 3.40 | 3.50 | 3.60 | 3.80 | 3.90 | 4.00 | 4.15 | 4.20 | 4.25 | 4.35 | Resultado | Notas |
| ----------------- | -------------------- | ------------- | ---- | ---- | ---- | ---- | ---- | ---- | ---- | ---- | ---- | ---- | ---- | --------- | ----- |
| Medalha de ouro   | Karla da Silva       | Brasil        | –    | –    | –    | –    | –    | –    | –    | x–   | o    | –    | xxx  | 4.20      |       |
| Medalha de prata  | Valeria Chiaraviglio | Argentina     | –    | –    | –    | –    | o    | –    | o    | o    | –    | xxx  |      | 4.15      |       |
| Medalha de bronze | Milena Agudelo       | Colômbia      | –    | –    | –    | –    | xxo  | o    | xxx  |      |      |      |      | 3.90      |       |
| 4                 | Catalina Amarilla    | Paraguai      | o    | xo   | xo   | xxx  |      |      |      |      |      |      |      | 3.50      |       |
| 5                 | Jessica Diana Fu     | Peru          | –    | –    | –    | xxx  |      |      |      |      |      |      |      | NM        |       |
| 5                 | Joana Costa          | Brasil        | –    | –    | –    | –    | xxx  |      |      |      |      |      |      | NM        |       |
| 6                 | Giseth Montaño       | Colômbia      |      |      |      |      |      |      |      |      |      |      |      | DNS       |       |

### Salto em comprimento
6 de julho
| Posição           | Atleta                    | Nacionalidade | #1    | #2    | #3    | #4    | #5    | #6    | Resultado | Notas |
| ----------------- | ------------------------- | ------------- | ----- | ----- | ----- | ----- | ----- | ----- | --------- | ----- |
| Medalha de ouro   | Macarena Reyes            | Chile         | 6.24  | 6.12  | 6.38  | 6.43  | x     | 6.54  | 6.54      |       |
| Medalha de prata  | Keila Costa               | Brasil        | x     | 6.43w | 6.42w | x     | x     | 6.49  | 6.49      |       |
| Medalha de bronze | Jéssica Carolina dos Reis | Brasil        | x     | x     | 6.08w | 6.49w | x     | x     | 6.49w     |       |
| 4                 | Jennifer Clayton          | Panamá        | 6.02  | 6.36w | 6.18  | 6.31w | 6.10w | 6.12  | 6.36w     | [ 6 ] |
| 5                 | Yosiri Urrutia            | Colômbia      | x     | 6.28w | 6.36w | x     | x     | x     | 6.36w     |       |
| 6                 | Munich Tovar              | Venezuela     | x     | 6.23w | 6.26w | 5.91  | 6.31  | x     | 6.31      |       |
| 7                 | Yulimar Rojas             | Venezuela     | 5.89w | 5.37  | 5.82w | 5.84w | 5.98  | 6.18  | 6.18      |       |
| 8                 | Paola Mautino             | Peru          | 5.28w | 6.13  | 5.80  | 5.93  | 5.78w | 3.76w | 6.13      |       |
| 9                 | Gissely Landazury         | Colômbia      | 5.69w | 5.68  | x     |       |       |       | 5.69w     |       |
| 10                | Silvana Segura            | Peru          | x     | 5.67w | 5.46w |       |       |       | 5.67w     |       |
| 11                | Yuliana Angulo            | Equador       | x     | 5.51w | x     |       |       |       | 5.51w     |       |
| 12                | Mayra Chila               | Equador       | 5.15w | x     | x     |       |       |       | 5.15w     |       |

### Salto triplo
5 de julho
| Posição           | Atleta              | Nacionalidade | #1     | #2     | #3     | #4     | #5    | #6     | Resultado | Notas |
| ----------------- | ------------------- | ------------- | ------ | ------ | ------ | ------ | ----- | ------ | --------- | ----- |
| Medalha de ouro   | Keila Costa         | Brasil        | x      | 13.97  | x      | 14.21w | –     | –      | 14.21w    |       |
| Medalha de prata  | Yosiri Urrutia      | Colômbia      | 13.21  | 13.92  | 13.65w | 13.85  | 13.79 | 13.75w | 13.92     |       |
| Medalha de bronze | Gissely Landazury   | Colômbia      | x      | 13.40  | 13.60  | 13.41  | 13.71 | 13.6   | 13.71     |       |
| 4                 | Yudelsi González    | Venezuela     | 12.57w | 13.16  | x      | 13.11  | 12.88 | x      | 13.16     |       |
| 5                 | Gabriele dos Santos | Brasil        | 12.91  | 13.12  | 11.98  | x      | 13.13 | x      | 13.13     |       |
| 6                 | Silvana Segura      | Peru          | 12.04  | x      | x      | 12.71  | x     | x      | 12.71     |       |
| 7                 | Mayra Chila         | Equador       | 12.52  | 12.49w | x      | 11.17w | x     | –      | 12.52     |       |
| 8                 | Mayra Pachito       | Equador       | x      | 12.09w | –      | –      | –     | –      | 12.09w    |       |

### Arremesso de peso
6 de julho
| Posição           | Atleta           | Nacionalidade | #1    | #2    | #3    | #4    | #5    | #6    | Resultado | Notas            |
| ----------------- | ---------------- | ------------- | ----- | ----- | ----- | ----- | ----- | ----- | --------- | ---------------- |
| Medalha de ouro   | Geisa Arcanjo    | Brasil        | 16.97 | 16.83 | 17.66 | 17.35 | 18.27 | x     | 18.27     |                  |
| Medalha de prata  | Sandra Lemus     | Colômbia      | 16.32 | 16.78 | 17.16 | 17.56 | 16.37 | 17.72 | 17.72     |                  |
| Medalha de bronze | Ahymará Espinoza | Venezuela     | 16.67 | 17.47 | x     | x     | 16.91 | 17.35 | 17.47     | Recorde nacional |
| 4                 | Anyela Rivas     | Colômbia      | 15.75 | 16.35 | x     | 16.58 | x     | 16.89 | 16.89     |                  |
| 5                 | Keely Medeiros   | Brasil        | x     | 16.72 | 16.86 | x     | x     | 15.91 | 16.86     |                  |
| 6                 | Giohanny Rojas   | Venezuela     | 13.63 | x     | x     | 13.80 | x     | 13.81 | 13.81     |                  |

### Lançamento de disco
5 de julho
| Posição           | Atleta                 | Nacionalidade | #1    | #2    | #3    | #4    | #5    | #6    | Resultado | Notas |
| ----------------- | ---------------------- | ------------- | ----- | ----- | ----- | ----- | ----- | ----- | --------- | ----- |
| Medalha de ouro   | Fernanda Raquel Borges | Brasil        | 57.84 | x     | x     | 58.53 | 60.79 | x     | 60.79     |       |
| Medalha de prata  | Rocío Comba            | Argentina     | 55.66 | 56.92 | x     | 58.29 | 58.75 | x     | 58.75     |       |
| Medalha de bronze | Karen Gallardo         | Chile         | 52.47 | 53.74 | 53.25 | 54.39 | 57.04 | 55.88 | 57.04     |       |
| 4                 | Johana Martínez        | Colômbia      | 54.25 | x     | x     | x     | 55.43 | 54.3  | 55.43     |       |
| 5                 | Andressa de Morais     | Brasil        | 53.66 | 49.88 | x     | 49.68 | 51.57 | x     | 53.66     |       |
| 6                 | Luz Montaño            | Colômbia      | x     | 44.96 | 53.43 | x     | x     | 50.93 | 53.43     |       |
| 7                 | Aixa Middleton         | Panamá        | 49.43 | 49.12 | x     | 47.86 | 46.77 | 51.02 | 51.02     |       |
| 8                 | María Cubillán         | Venezuela     | x     | 49.86 | 49.27 | 48.29 | x     | 48.55 | 49.86     |       |

### Lançamento de martelo
5 de julho
| Posição           | Atleta              | Nacionalidade | #1    | #2    | #3    | #4    | #5    | #6    | Resultado | Notas |
| ----------------- | ------------------- | ------------- | ----- | ----- | ----- | ----- | ----- | ----- | --------- | ----- |
| Medalha de ouro   | Rosa Rodríguez      | Venezuela     | 64.03 | x     | x     | 61.55 | x     | 68.38 | 68.38     |       |
| Medalha de prata  | Johana Moreno       | Colômbia      | x     | 64.19 | 66.01 | 67.22 | x     | 63.05 | 67.22     |       |
| Medalha de bronze | Jennifer Dahlgren   | Argentina     | x     | x     | 65.82 | 64.92 | x     | x     | 65.82     |       |
| 4                 | Odette Palma        | Chile         | 59.72 | 61.83 | 61.37 | x     | x     | 59.11 | 61.83     |       |
| 5                 | Ana Paula Pereira   | Brasil        | 60.78 | 57.62 | 59.72 | x     | 61.39 | 60.12 | 61.39     |       |
| 6                 | Valeria Chiliquinga | Equador       | 59.75 | 57.30 | 59.89 | 58.86 | 60.58 | x     | 60.58     |       |
| 7                 | Zuleima Mina        | Equador       | x     | 58.14 | 56.95 | x     | 58.88 | 57.55 | 58.88     |       |
| 8                 | Carla Michel        | Brasil        | 58.47 | x     | x     | x     | x     | x     | 58.47     |       |
| 9                 | Johana Ramírez      | Colômbia      | 43.71 | 49.39 | 53.70 |       |       |       | 53.70     |       |

### Lançamento de dardo
6 de julho
| Posição           | Atleta                | Nacionalidade | #1    | #2    | #3    | #4    | #5    | #6    | Resultado | Notas                 |
| ----------------- | --------------------- | ------------- | ----- | ----- | ----- | ----- | ----- | ----- | --------- | --------------------- |
| Medalha de ouro   | Flor Ruiz             | Colômbia      | x     | x     | 60.23 | 59.30 | x     | 57.78 | 60.23     | Recorde do campeonato |
| Medalha de prata  | Laila Ferer e Silva   | Brasil        | 54.70 | 57.19 | 58.80 | 52.54 | 54.71 | 54.40 | 58.80     |                       |
| Medalha de bronze | Jucilene de Lima      | Brasil        | 57.73 | 57.10 | 57.70 | 55.14 | 56.27 | 57.55 | 57.73     |                       |
| 4                 | Leryn Franco          | Paraguai      | x     | 52.45 | 52.11 | 54.30 | 49.94 | 54.79 | 54.79     |                       |
| 5                 | María Lucelly Murillo | Colômbia      | 54.61 | 51.98 | x     | 54.19 | x     | 54.02 | 54.61     |                       |
| 6                 | Bárbara López         | Argentina     | 50.67 | 47.37 | 48.78 | x     | x     | x     | 50.67     |                       |

### Heptatlo
| Colocação         | Atleta             | Nacionalidade | 100 m C/B | SA   | AP    | 200 m | SD   | LD    | 800 m   | Total | Notas |
| ----------------- | ------------------ | ------------- | --------- | ---- | ----- | ----- | ---- | ----- | ------- | ----- | ----- |
| Medalha de ouro   | Tamara de Souza    | Brasil        | 14.17     | 1.75 | 14.29 | 24.68 | 5.82 | 43.33 | 2:40.94 | 5685  |       |
| Medalha de prata  | Ana Camila Pirelli | Paraguai      | 14.35     | 1.60 | 13.08 | 24.69 | 5.69 | 41.58 | 2:18.59 | 5610  |       |
| Medalha de bronze | Agustina Zerboni   | Argentina     | 14.05     | 1.60 | 11.23 | 25.41 | 5.49 | 36.81 | 2:18.25 | 5317  |       |
| 4                 | Carolina Castillo  | Chile         | 14.40     | 1.66 | 10.03 | 25.88 | 5.80 | 32.88 | 2:22.85 | 5173  |       |
| 5                 | Nasli Perea        | Colômbia      | 14.94     | 1.63 | 11.56 | 27.12 | 5.54 | 42.42 | 2:42.68 | 4924  |       |
| 6                 | Sandra Dennis      | Colômbia      | 14.97     | 1.54 | 10.03 | 26.38 | 5.84 | 30.41 | 2:37.28 | 4887  |       |
| 7                 | Melry Caldeira     | Brasil        | 14.54     | 1.57 | 12.22 | 26.89 | 5.45 | 30.91 | 2:34.76 | 4815  |       |
| 8                 | Melissa Arana      | Peru          | 15.77     | 1.57 | 10.42 | 26.85 | 5.37 | 32.79 | 2:25.32 | 4671  |       |
| 9                 | Guillercy González | Venezuela     | 15.28     | 1.72 | 11.47 | 26.09 | 5.68 | 34.86 | DNF     | 4421  |       |

Legenda
| Recorde mundial       | Recorde mundial (World record)               |                       | Recorde africano                      | Recorde africano (African) |                                           | Q | Classificado por posição (Qualified) |
| Recorde do campeonato | Recorde do campeonato (Championship record)  | Recorde da América    | Recorde da América (Americas)         | q                          | Classificado por melhor tempo (Qualified) |   |                                      |
| Melhor marca do ano   | Melhor marca do ano (World leading)          | Recorde asiático      | Recorde asiático (Asian)              | DNS                        | Não largou (Did not start)                |   |                                      |
| Recorde nacional      | Recorde nacional (National record)           | Recorde europeu       | Recorde europeu (European)            | DNF                        | Não terminou (Did not finish)             |   |                                      |
| Recorde pessoal       | Recorde pessoal do atleta (Personal best)    | Recorde da Oceania    | Recorde da Oceania (Oceania)          | DSQ / DQ                   | Desclassificado (Disqualified)            |   |                                      |
| Recorde da temporada  | Recorde da temporada do atleta (Season best) | Recorde sul-americano | Recorde sul-americano (South America) | NM                         | Sem marca (No mark)                       |   |                                      |